# Josef Kutheil
Josef Kutheil (Stříbřec, Protectorado de Bohemia y Moravia; 17 de abril de 1939 – 18 de agosto de 2025) fue un esquiador checoeslovaco especialista en combinado nórdico.

## Carrera
Participó en los Juegos Olímpicos de Innsbruck 1964 donde terminó en la posición 21 entre 31 participantes, como uno de los tres representantes de Checoslovaquia en el evento.
A nivel de campeonato mundial participó en la edición de 1962 en Zakopane donde terminó en la posición 20 en el combinado nórdico individual.